# Roberto Saporiti
Roberto Saporiti (* 11. April 1939 in Buenos Aires) ist ein argentinischer Fußballtrainer und früherer -spieler auf der Position des Stürmers.

## Leben

### Stationen als Spieler
Roberto Marcos Saporiti begann seine Profikarriere 1957 beim CA Independiente, bei dem er bis 1961 unter Vertrag stand und mit dem er 1960 die argentinische Fußballmeisterschaft gewann. Anschließend spielte er für den CA Lanús (1962/63) und Deportivo Español (1963/64), bevor er zwischen 1965 und 1970 bei diversen Vereinen im Ausland, unter anderem Racing Club de Montevideo und Millonarios de Bogotá (1966), unter Vertrag stand. 1971 kehrte er in seine Heimat zurück und beendete seine aktive Laufbahn in Diensten des CA Platense.

### Stationen als Trainer
Als Trainer stand Saporiti mehrfach beim CA Talleres unter Vertrag; so bereits in den 1970er Jahren und zuletzt noch einmal im Mai 2009, als er kurz vor Saisonende geholt wurde, um die Mannschaft vor dem Abstieg zu bewahren, was jedoch misslang.
In den 1990er Jahren trainierte Saporiti eine Reihe von mexikanischen Vereinen: seine erste und längste Station war zwischen 1991 und 1994 drei Jahre lang beim Club Necaxa. Anschließend trainierte er den Club León (1994), Atlético Celaya (1998), die Pumas de la UNAM (1998–1999), die Tecos de la UAG (1999), den CF Atlante (2000) und den CD Veracruz (2001) sowie 2005 noch einmal den Puebla FC. Auch mit Puebla ereilte ihn der Abstieg aus der höchsten Spielklasse. Er führte die Mannschaft durch die letzten acht Spiele der Clausura 2005 und war in dieser Halbsaison bereits der dritte Trainer der Camoteros nach Ignacio Palou und Ricardo Campos, die die Mannschaft nur für sechs bzw. drei Spiele betreut hatten. 
Seinen größten Erfolg als Trainer feierte Saporiti mit dem Ex-Maradona-Klub Argentinos Juniors, den er 1984 zur Meisterschaft des Torneo Metropolitano führte, was der erste Titelgewinn überhaupt in dessen Vereinsgeschichte war.

## Erfolge
Als Spieler
- Argentinischer Meister: 1960 (mit Independiente)

Als Trainer
- Argentinischer Meister: Met 1984 (mit Argentinos Juniors)